# Porsche Tennis Grand Prix 1995
Porsche Tennis Grand Prix 1995 — жіночий тенісний турнір, що проходив на закритих кортах з твердим покриттям Filderstadt Tennis Centre in Filderstadt, Німеччина and was part of the Tier II в рамках Туру WTA 1995. Турнір відбувсь увісімнадцяте і тривав з 9 жовтня до 15 жовтня 1995 року. Сьома сіяна  Іва Майолі здобула титул в одиночному розряді and earned $79,000 first-prize money , а також 300 рейтингових очок.

## Фінальна частина

### Одиночний розряд
Іва Майолі —   Габріела Сабатіні 6–4, 7–6(7–4)
- It was Majoli's 2-й титул в одиночному розряді за рік and of her career.

### Парний розряд
Джиджі Фернандес /  Наташа Звєрєва —  Мередіт Макґрат /  Лариса Савченко 5–7, 6–1, 6–4

## Розподіл призових грошей
| Дисципліна       | П       | F       | ПФ      | ЧФ     | 1/8    | 1/16   |
| Одиночний розряд | $79,000 | $36,000 | $17,700 | $9,325 | $4,900 | $2,570 |